# Ferrara Ensemble
Le Ferrara Ensemble est un groupe de musique ancienne, consacré principalement à l'interprétation de musique des XIVe et XVe siècles, période qui correspond à la fin du Moyen Âge et au début de la Renaissance. L'ensemble est fondé en 1983, à Bâle, par son directeur Crawford Young (luth, guitare renaissance).
Les membres qui se sont succédé au fil des ans sont : Miriam Andersen (soprano, harpe), Kathleen Dineen (soprano), Lena Susanne Norin (alto), Petter Johansen (ténor), Eric Mentzel (ténor), Reiner Schneider-Waterberg (baryton), Stephen Grant (baryton), Carol Schlaiker, David Cordier, Harry Geraerts, Randall Cook (vièles, shawm, bombarde), Karl-Heinz Schickhaus (dulcimer), Marion Fourquier (harpe), Norihisa Sugawara (vièle, luth), Ralf Mattes (psaltérion, dolce melos), Debra Gomez (harpe), Ralf Mattes (luth), Katarina Arfken (bombarde), Lorenz Welker (trompette), Carles Mas (flûte et tambour), Thymus Peedu (luth), Veli-Markus Tapio (vièle), Brigitte Gasser (vièle).

## Discographie
- 1988 - Agricola, Chansons. Deutsche Harmonia Mundi 77038. (Fiche sur medieval.org)
- 1989 - Forse che si, forse che no. Musique de danse du Quattrocento. Fonti Musicali fmd 182. (Fiche sur medieval.org)
- 1991 - Hildebrandston. Chansonniers allemands du XVe siècle. Arcana 35. (Fiche sur medieval.org)
- 1994 - Balades a III. Chansons de Johan Robert "Trebor", Baude Cordier, Matteo da Perugia, Antonio da Cividale, Magister Grimace, et al. Arcana 32. (Fiche sur medieval.org)
- 1996 - Fleurs de vertus. Chansons subtiles à la fin du XIVe siècle. Arcana A40. (Fiche sur medieval.org)
- 1997 - En doulz chastel de Pavie. Chansons à la cour des Visconti, 1400. Harmonia Mundi 905241. (Fiche sur medieval.org)
- 1998 - Mercy ou mort. Machaut: Chansons & motets d'amour. Arcana 305. (Fiche sur medieval.org)
- 1999 - The Whyte Rose. Poétique anglo-bourguignonne au temps de Charles le Téméraire. Arcana A301. (Fiche sur medieval.org)
- 2002 - Northerne Wynde. Music of Walter Frye. Marc Aurel Edition MA 20018. (Fiche sur medieval.org)

Avec autres ensembles :
- 2002 - Early Music 2002. Divers interprètes issu du catalogue Marc Aurel. Marc Aurel Edition MA 20020. (Fiche sur medieval.org)
- 2005 - Ars subtilior, L'aube de la Renaissance. Harmonia Mundi